# فربيون مشقوق الأوراق
الفربيون مشقوق الأوراق (باللاتينية: Euphorbia herniariifolia) نوع نباتي يتبع جنس الفربيون من الفصيلة اللبنية.

## الموئل والانتشار
ينتشر في بلاد الشام وتركيا واليونان وألبانيا.

## مرادفات للاسم العلمي
- (باللاتينية: Tithymalus herniariifolius (Willd.) Klotzsch & Garcke)